# 北村直人
北村 直人（きたむら なおと、1947年〈昭和22年〉7月7日 - ）は、日本の政治家、獣医師。日本獣医師会顧問、日本獣医師政治連盟委員長、農場管理獣医師協会会長、日本獣医生命科学大学客員教授、酪農学園大学特別講師。
農林水産副大臣（第1次小泉第1次改造内閣）、内閣官房副長官（羽田内閣）、北海道開発政務次官（宮澤改造内閣）、衆議院農林水産委員長、衆議院議員（6期）等を歴任。
元衆議院議員の北村義和は父。

## 経歴
北海道鶴居村生まれ。鶴居村立鶴居小学校、鶴居村立鶴居中学校、釧路第一高等学校（1978年廃校）、酪農学園大学獣医学部獣医学科卒業。獣医師免許を取得している。
1980年から父・北村義和及び小沢辰男（いずれも衆議院議員）の秘書を務める。1986年、父・北村義和の急逝に伴い、第38回衆議院議員総選挙に旧北海道第5区から自由民主党公認で出馬し、初当選（当選同期に鳩山由紀夫・斉藤斗志二・三原朝彦・村井仁・逢沢一郎・金子一義・武村正義・園田博之・杉浦正健・中山成彬・谷津義男・新井将敬・石破茂・笹川堯・武部勤・井出正一・村上誠一郎ら）。当選後、田中派に入会。その後竹下派結成に参加し、1992年の東京佐川急便事件を受けての竹下派分裂に際しては、改革フォーラム21（羽田孜会長）の結成に加わる。同年12月、宮澤改造内閣で北海道開発政務次官に任命された。
1993年6月、北海道開発政務次官を辞任。宮澤内閣に対し提出された内閣不信任決議案に与党議員ながら賛成票を投じる。北村をはじめ、改革フォーラム21に所属する国会議員の多くは自民党を離党し、新生党を結党した。1994年、羽田内閣で内閣官房副長官に任命されたが、羽田内閣は発足後間もなく少数与党に転落し、6月に総辞職した。同年12月、新進党結党に参加。1996年の第41回衆議院議員総選挙では、北海道第13区（区割り変更により2002年に廃止）で自民党の鈴木宗男を破り、4選。1997年5月、加藤紘一自由民主党幹事長の誘いを受ける形で新進党を離党し、自民党に復党する。復党後は古巣の平成研究会ではなく、加藤が所属していた宮澤派に入会。同年、衆議院農林水産委員長に就任。しかし、2000年の加藤の乱により加藤が会長を退いた後は、反加藤を掲げる堀内光雄を軸に結成された堀内派に参加。
2002年、第1次小泉第1次改造内閣で農林水産副大臣に任命される。2005年の郵政国会では、7月5日の衆議院本会議で郵政民営化法案の投票を棄権（派閥領袖である堀内光雄は反対票を投じた）。その後、党本部に弁明書を提出し、最終的に自民党の公認を得たが、第44回衆議院議員総選挙では北海道第7区で民主党の仲野博子に敗北し、政界引退を表明した。北海道第7区の地盤は釧路市長の伊東良孝が継承し、2009年の第45回衆議院議員総選挙では伊東が仲野を破り、初当選した。
北村の秘書経験者には笠井龍司（北海道議会議員）、三木均（釧路市議会議員）、小畑保則（元・北海道議会議員）らがいる。

## 主張

### 獣医学部設置反対
2007年2月、東京・赤坂の料亭「佐藤」で、学校法人「加計学園」の加計孝太郎が北村を説得したが、猛反対されたと産経新聞が報じている。
2014年7月、新潟市が国家戦略特区に獣医学部新設を申請した際には、「獣医学部を新設し、経済効果が出るには10年かかる。特区は2、3年で効果が出ないと意味がない」と地方創生担当大臣の石破茂を説得し、石破も賛同したために申請が却下されたとしているが、産経新聞の取材に対し石破は「全く存じ上げない」と否定している。
2015年6月22日の獣医学会第2回理事会において、今治市の特区申請を視野に日本獣医学会の藏内勇夫は麻生太郎と下村博文に、北村は石破茂と折衝し、「一つ大きな壁を作っていただいている状況である」とし、北村の努力の結果として石破等から「いくつかの規制がかけられた」と、石破4条件への寄与について報告している。同年9月9日の獣医学会第4回理事会において、北村と藏内勇夫、石破茂で会談し、北村は石破から「今回の成長戦略における大学、学部の新設の条件については、大変苦慮したが、練りに練って誰がどのような形でも現実的に参入は困難という文言にした」と聞いたと述べている。
産経新聞によると、北村と藏内勇夫は、獣医学部の新設を阻むために、「国家戦略特別区域」の担当である地方創生担当大臣石破茂に働きかけ、日本獣医師会の強い意向により「石破4条件」が盛り込まれたため、獣医学部新設が極めて困難となったとしている。石破は産経新聞の取材に、「新潟市の獣医学部新設申請について「全く存じ上げない」、獣医師会からの4条件盛り込み要請について「そのような要請はなかった」と回答している。
前愛媛県知事の加戸守行は、北村が愛媛県まで駆け付けて反対するなどの行為があったとし、「北村さんがすべての主役を演じておられるのかな」と述べている。